# Pedro Gómez de la Serna
Pedro Gómez de la Serna y Tully (Mahón, 21 de febrero de 1806-Madrid, 12 de diciembre de 1871) fue un jurista y político español que llegó a ser ministro de Gobernación en el último gobierno de la regencia de Baldomero Espartero y ministro de Gracia y Justicia en 1854 en el reinado de Isabel II. Entre 1869 y 1871, durante el periodo del Sexenio Democrático, fue presidente del Tribunal Supremo.

## Biografía
Nació el 21 de febrero de 1806 en Mahón.
Estudió Cánones y Leyes en la Universidad de Alcalá y la Central de Madrid, ocupando cátedra de derecho romano en Alcalá con 20 años, manteniéndose en la docencia en este primer momento de su vida hasta 1836. Vinculado al Partido Progresista, con la muerte de Fernando VII y el inicio del período moderadamente liberal de la regencia de María Cristina en nombre de Isabel II se incorporó a la actividad política. En el último gabinete de la regencia de Espartero ocupó la cartera de Gobernación (1843) y fue el impulsor de la creación de la Facultad de Jurisprudencia. Al producirse la caída de Espartero lo siguió en su exilio al Reino Unido, no regresando hasta 1846 y permaneciendo fiel a sus ideas progresistas, ahora en la persona de Salustiano Olozaga. Después ocuparía el Ministerio de Gracia y Justicia, si bien la mayor parte de su actividad sería de carácter y contenido profesional.
Sin renunciar a su ideario y tras pasar en varias ocasiones por el Congreso de los Diputados y el Senado, donde desarrolló una destacada labor en los procesos de codificación legislativa, ley de enjuiciamiento civil y derecho procesal, fue presidente del Tribunal Supremo, donde había ejercido un tiempo como fiscal-jefe, rector de la Universidad Central de Madrid, miembro de las reales academias de Historia (ingresó el 6 de junio de 1856), Jurisprudencia, Ciencias Morales y Políticas y codirector de la Revista General de Legislación y Jurisprudencia.
Falleció el 12 de diciembre de 1871 en Madrid.